# 國際UFO大會
國際UFO大會（英語：International UFO Congress）是一個以幽浮學為主題的國際性年度會議，成立於1991年，總部位於亞利桑那州鳳凰城。該會議的主要活動是來自世界各地的科學家、研究人員及自稱親歷UFO現象的人士的演講。
2014年獲金氏世界紀錄選為世界上最大規模的UFO會議。

## 外部連結
- 官方网站（英文）